# Adéla Šapovalivová
Adéla Šapovalivová (* 17. května 2006, Praha) je česká hokejová útočnice, hráčka týmu MODO Hockey a členka české reprezentace.

## Klubové statistiky v ženských soutěžích
| Sezóna      | Klub        | Soutěž      |    | Základní část | Základní část | Základní část | Základní část | Základní část |   | Play off | Play off | Play off | Play off | Play off |
| Sezóna      | Klub        | Soutěž      | Z  | G             | A             | B             | TM            | Z             | G | A        | B        | TM       |          |          |
| 2020/21     | HC Příbram  | EXŽ         | 2  | 1             | 2             | 3             | 0             | —             | — | —        | —        | —        |          |          |
| 2021/22     | HC Příbram  | EXŽ         | 8  | 11            | 8             | 19            | 2             | 1             | 0 | 0        | 0        | 0        |          |          |
| 2022/23     | HC Příbram  | EXŽ         | 2  | 6             | 6             | 12            | 0             | 3             | 3 | 6        | 9        | 0        |          |          |
| 2023/24     | MODO Hockey | SDHL        | 32 | 11            | 18            | 29            | 6             | 10            | 1 | 6        | 7        | 4        |          |          |
| SDHL celkem | SDHL celkem | SDHL celkem | 32 | 11            | 18            | 29            | 6             | 10            | 1 | 6        | 7        | 4        |          |          |

## Osobní život
Starší bratr Adély Šapovalivové, Matyáš, je také hokejistou. Matyáš je dvojnásobným medailistou z mistrovství světa juniorů z let 2022 a 2023. Aktuálně působí v organizaci Vegas Golden Knights, která si ho v roce 2022 vybrala ve 2. kole jako 48. celkově.